# Cambrai grófjainak listája

Cambrai címere

Cambrai grófjai a Frank Királyság északi részén található pagus Cameracensis területe felett uralkodtak. A legelső grófokról kortárs írásos feljegyzés nem maradt fenn. A 843-as verduni szerződés után a grófságot a Lotaringiai Királysághoz csatolták, de 870. augusztus 8-án, a lotaringiai területek felosztásakor cambrai-i grófságot ("…comitatum…Cameracensem…") II. Károly frank császár kapta meg.
A Keleti és a Nyugati Frank Királyság határvidékén elhelyezkedő grófság bizonytalan helyzetét jól jellemzi, hogy 894 körül Cambrai már ismét a Keleti Frank Királyság befolyása alá tartozott. 895-ben Raoul gróf Zwentiboldhoz, Arnulf frank király fiához csatlakozott hadjáraton. Raoul utóda, Izsák 908-ban IV. Lajos keleti frank király hűbérese, de 916 körül már III. Együgyű Károly nyugati frank király egyik leghűségesebb támogatója, és 921-ben kíséretének tagja volt, amikor az találkozott I. Henrik német királlyal. 948-ban I. Ottó német-római császár Cambrai püspökének adományozta a Saint-Géry apátságot, ami az ismét erősödő német befolyást jellemzi. 1007-ben a világi grófok hatalma megszűnt, amikor a teljes grófságot II. Henrik német-római császár a cambrai-i püspöknek adományozta. Ekkorra azonban a cambrai-i grófok megszerezték Valenciennes grófságot, amelyet az hainaut-i grófok örököltek.
- Waddo (7. század)
- Eurianus (kb. 875), feltehetően Kopasz Károly nyugati frank uralkodó nevezte ki.[9]
- Boso, később Provence királya (? – 879)
- Raoul, I. Balduin flamand gróf fia (879–896)
- Izsák cambrai-i gróf (910 v. 916 – 948)
- I. Arnulf cambrai-i gróf, Izsák fia (948–967)
- II. Arnulf cambrai-i gróf, I. Arnulf fia (967–1007)

1007-ben a grófság feletti világi hatalmat a cambrai-i püspök kapta meg.